# Corriente de arranque en frío

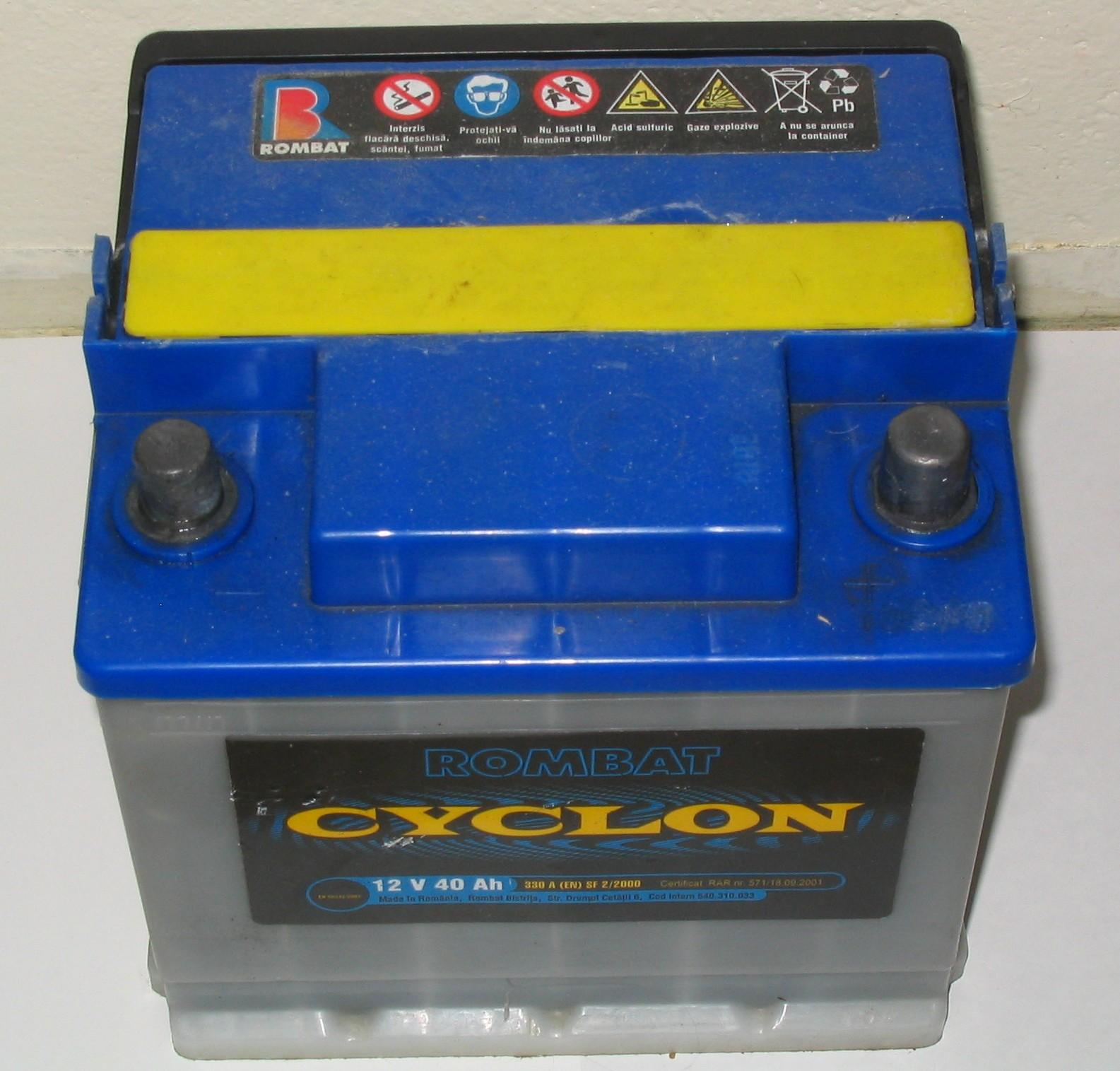
Batería de coche: 12 V 40 Ah.

La corriente de arranque en frío o amperaje de arranque en frío (CCA por las siglas en inglés Cold Cranking Amps) es una magnitud que determina la máxima corriente que una batería puede suministrar durante 30 segundos −17,8 grados Celsius (−0,0 °F), sin que mengüe la tensión por debajo de 1,2 V en ninguna de sus celdas. Se basa en las peores condiciones para arrancar el motor un automóvil.

## Descripción
La corriente de arranque en frío (CCA) es una medida de la capacidad de una batería para arrancar un automóvil a 0 grados Fahrenheit (−17,8 °C), cuando el aceite del motor es grueso y el potencial químico de la batería es bajo. Cuanto más altos sean los CCA, mejor encenderá en el frío. La mayoría de las baterías lo enumeran en la etiqueta adhesiva de la batería, aunque algunas sólo enumeran CA, o amperios de arranque. CA se mide a 32 grados Fahrenheit (0 °C) y generalmente es un número más alto. Sin embargo, da una evaluación menos precisa de lo bien que el coche arranca en el frío.
Sin embargo, dado que normalmente no se dan estas condiciones, no es necesario tener en cuenta los CCA. El término técnico en inglés para la corriente de arranque en frío es cold cranking amps.
A diferencia de la Capacidad de Reserva (RC por Reserve Capacity) que es el número de minutos que la batería puede proporcionar 25 amperios a una tensión por encima de 10.5 voltios.
Una batería de ciclo profundo tendrá dos o tres veces los RC de una batería de automóvil, pero entregará la mitad o tres cuartos de los CCAs. Además, una batería de ciclo profundo puede soportar varios cientos de ciclos totales de carga/descarga, mientras que una batería de carro no está diseñada para ser descargada totalmente.

## Ejemplo
Una batería de 12 V con 300 CCA suministra una corriente de arranque en frío de 300 amperios a una tensión de 7.2 V (6 celdas a 1.2 V cada una).